# Club de Futbol Esperança d'Andorra
El Club de Futbol Esperança d'Andorra es un equipo de fútbol de Andorra la Vieja, Andorra que juega en la Primera División de Andorra, la primera categoría nacional.

## Historia
Fue fundado en el año 2020.
En la temporada 2022-23 logró el ascenso a la Primera División de Andorra por primera vez en su historia y, en la temporada siguiente, cumplió el objetivo de mantenerse en la máxima división.

## Temporadas
| Temporada |                 | Pos. | PJ. | G  | E | P  | GF | GC | DG  | Pts | Copa          |
| --------- | --------------- | ---- | --- | -- | - | -- | -- | -- | --- | --- | ------------- |
| 2022-23   | Segona Divisió  | 3    | 24  | 15 | 5 | 4  | 58 | 25 | +33 | 50  | No participó  |
| 2023-24   | Primera Divisió | 8    | 27  | 4  | 2 | 21 | 27 | 81 | −54 | 14  | Primera ronda |
| 2024-25   | Primera Divisió | 9    | 27  | 1  | 4 | 22 | 14 | 92 | −78 | 7   | Primera ronda |

## Entrenadores
- Richard Imbernón (agosto de 2023–junio de 2024)[5][6]
- Guille Gómez (julio de 2024–presente)[2]